# En kyss före döden (1956)
En kyss före döden (originaltitel: A Kiss Before Dying) är en amerikansk thrillerfilm från 1956 i regi av Gerd Oswald. Filmen baseras på romanen Bädda för död av Ira Levin.

## Handling
Collegestudenten Bud Corliss (Robert Wagner) har ett hemligt förhållande med Dorie Kingship (Joanne Woodward). Han räknar med att gifta sig med henne, eftersom hon är en rik arvtagerska. Men när hon blir gravid är han rädd för att hennes far ska göra henne arvlös, så han beslutar att göra sig av med henne.

## Rollista
- Robert Wagner – Bud Corliss
- Jeffrey Hunter – Gordon Grant
- Virginia Leith – Ellen Kingship
- Joanne Woodward – Dorothy "Dorie" Kingship
- Mary Astor – Mrs. Corliss
- George Macready – Leo Kingship
- Robert Quarry – Dwight Powell
- Howard Petrie – Howard Chesser, polischef
- Molly McCart – Annabelle Koch